# Orsay (Modeunternehmen)
Orsay ist eine Damen-Modemarke, die über den Groß- und Onlinehandel sowie Franchisenehmer vertrieben wird. Bis 2022 war die im baden-württembergischen Willstätt ansässige Orsay GmbH die Hauptgesellschaft einer international aktiven, vertikal organisierten Fast-Fashion-Handelskette. In Folge der COVID-19-Pandemie wurde die 1975 von der französischen Mulliez-Gruppe gegründete Kette mehrmals verkauft und das eigene internationale Filialnetz aufgelöst.

## Geschichte

### Gründung und Wachstum mit junger Fast Fashion
Zur Gründung 1975 existierten in Deutschland 35 Filialen, die erste in Karlsruhe. 1989 wurde die 100. Filiale eröffnet.

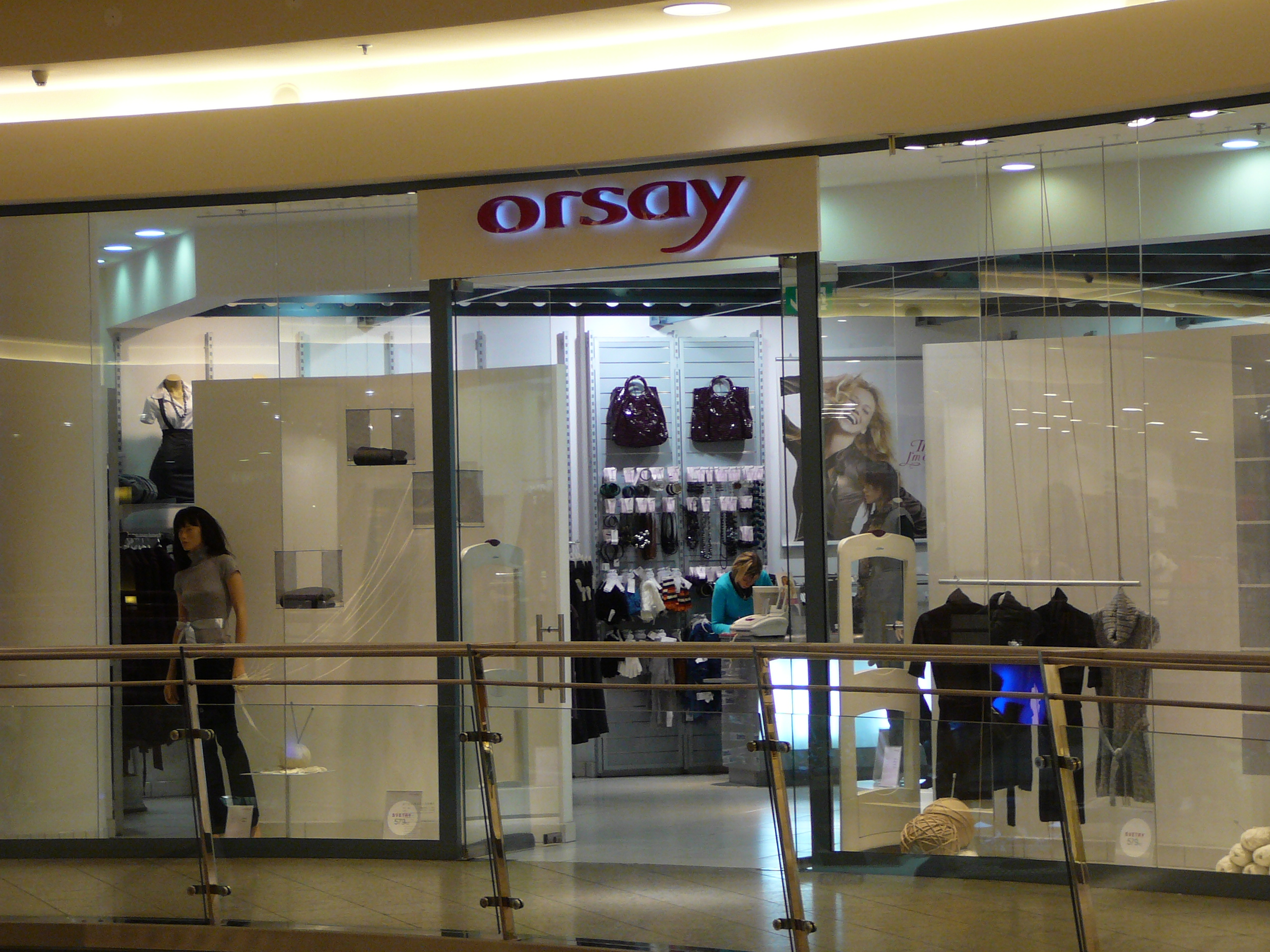
Orsay-Geschäft in Brno 2008

Jean-Marc Willer, zunächst Einkäufer und ab 1992 Geschäftsführer, optimierte die Quick Response des Unternehmens und ließ die Kollektionen alle zwei Wochen überarbeiten (Fast Fashion). Ebenfalls 1992 eröffnete das Unternehmen neben seiner Zentrale in Eckartsweier einen weiteren Lager- und Bürostandort in Sand. Bis 1996 stieg die Zahl der Geschäfte auf 180, darunter 15 in Österreich und acht in Frankreich. Verkauft wurden überwiegend Eigenmarken, die von Produzenten aus Europa und Nordafrika stammten. 1998 wurde der Orsay-Online-Shop eröffnet. Unter dem Namen O-Spirit wurde im gleichen Jahr eine Kosmetiklinie eingeführt. Das Unternehmen expandierte in zahlreiche europäische Länder (Niederlande, Tschechien, Polen, Schweiz und Luxemburg), die Ware wurde über die Distributionszentren in Eckartsweier und Sand disponiert. Etwa die Hälfte der Designs im Sortiment, das nun vollständig unter der Marke Orsay vertrieben wurde, kam vom Orsay selber.
Die Lager in Willstätt wurden 2001 nochmal erweitert, im Geschäftsjahr 2001/02 erzielte das Unternehmen mit 372 Läden europaweit 520 Mio. Euro Umsatz. Schwerpunkt der Expansion wurde in den nächsten Jahren Mittelosteuropa: In Breslau entstand eine neue Zentrale, die ab 2004 neben den 48 Filialen in Polen auch die Läden in Tschechien und Ungarn belieferte. In Deutschland, dem weiter wichtigstem Markt, wurde das Filialnetz nur noch leicht aus- und umgebaut, zum Ende des Geschäftsjahres 2004/05 gab es hier 255 Standorte, zusätzlich noch 16 in Österreich, außerdem gingen im September 2005 alle 20 polnischen Pimkie-Filialen an Orsay.

### Stilwechsel und Verlagerung nach Osteuropa
Ab 2005 positionierte Orsay sich stilistisch um, statt Teenagern sollten nun eher junge Frauen angesprochen werden. Die Entscheidung soll aus dem Mutterkonzern gekommen sein, um die Marken Orsay und Pimkie besser abzugrenzen. Bis 2006 zog sich das Unternehmen aus Benelux, Frankreich, Italien und Dänemark zurück. Gleichzeitig sollte die Expansion in weitere Länder Osteuropas mit Partnern forciert werden. In Deutschland führte die Neuausrichtung zu schrumpfenden Umsätzen, 2007 wurde hier erstmals ein Verlust erwirtschaftet. International blieb das Unternehmen profitabel, erzielte 360 Mio. Euro Umsatz und expandierte weiter nach Osteuropa.
Ende April 2008 beschloss das Unternehmen, in Willstätt 250 Menschen zu entlassen. Die Logistik wurde schrittweise komplett nach Breslau verlagert und der Standort in Eckartsweier ganz aufgegeben. In Willstätt-Sand verblieben nur die Geschäftsführung und ein kleiner Teil des Einkaufs. 2010 ersetzte Matthias Klein Willer als Geschäftsführer. In Deutschland ging der Umsatz in den nächsten Jahren weiter zurück, insgesamt stagnierte er. Man fokussierte sich ab 2012 mehr auf Frauen zwischen 30 und 40 Jahren, dazu wurde die Kölner Filiale als erste neu gestaltet. International beschäftigte die Kette zu dieser Zeit 4300 Menschen und umfasste 612 Läden. Davon wurden etwa 50 von Franchisenehmern betrieben.

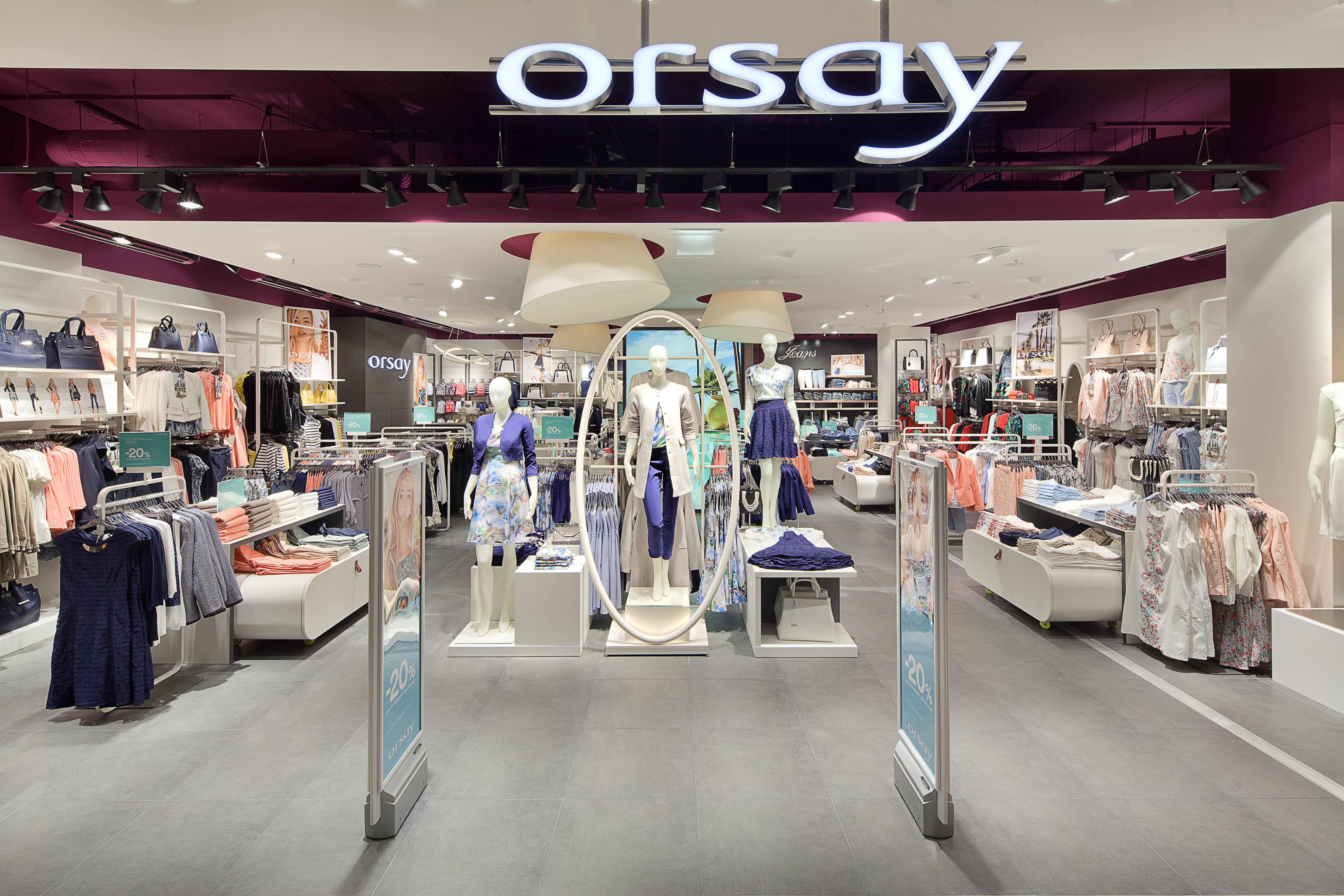
Neu gestaltetes Orsay-Geschäft in Essen 2015

Im Oktober 2014 startete Orsay ein Click-and-Collect-Angebot und eine Shopping-App. Die Umsätze in Deutschland stiegen wieder leicht, international wurden 445 Mio. Euro umgesetzt. 2015 eröffnete die Kette erste Shop-in-shops in zwei Standorten von Modepark Röther. Das Unternehmen siedelte den Einkauf wieder in Willstätt an, die Waren wurden zur einen Hälfte aus Fernost, zur anderen aus der Türkei und Nordafrika bezogen. International expandierte das Unternehmen weiter, etwa mit einem Geschäft in Dubai. Wichtigste Absatzländer waren 2016 Deutschland (40 %) und Polen (etwa 20 %). Das Unternehmen konzentrierte sich auf eine starke Kundenbindung, Omnichannel-Vertrieb und setzte 2018 zum ersten Mal Influencer-Marketing ein, für das es Kim Hnizdo und Jessica Mercedes Kirschner engagierte. Seit 2019 verkauft Orsay auch über Online-Marktplätze, der Umsatz stieg im gleichen Jahr auf 490 Mio. Euro, davon etwa 22 % online.

### Schließungen in der COVID-19-Pandemie
Während der COVID-19-Pandemie veranstaltete Orsay Ende Mai 2020 erstmals Livestream-Shopping. Am 25. Juli 2020 wurde bekannt, dass alle elf Schweizer Filialen ohne Vorankündigung geschlossen werden. Bis Oktober 2020 schloss Orsay in Folge der Pandemie insgesamt 50 Läden. Besonders in Osteuropa befanden sich fast alle Filialen in Einkaufszentren, wo die Frequenzen besonders stark zurückgingen. Zum Jahresanfang 2021 übernahm Sascha Bopp die Unternehmensleitung.
Im Sommer 2021 bekam die deutsche Orsay GmbH einen Kredit des staatlichen Wirtschaftsstabilisierungsfonds, begab sich aber am 26. November 2021 in ein Schutzschirmverfahren. Seit dem 26. Januar 2022 befand sie sich in der Insolvenz in Eigenverwaltung und seit Anfang Februar in Liquidation. Medien berichteten, dass mindestens 79 Filialen geschlossen und über 200 Beschäftigte entlassen werden sollten. Ende März wurde bekannt, dass die Mietverträge aller Läden in Deutschland zum 1. Juli gekündigt wurden.
Ende April 2022 wurde auch ein Insolvenzverfahren über die Österreich-Tochter eröffnet. Die 51 Filialen mit 239 Mitarbeitern wurden geschlossen.
Ende Mai wurde bekannt, dass die Association Familiale Mulliez Orsay bereits im April an die Investmentgesellschaft Gordon Brothers verkauft hatte. Da es keine Kaufangebote für das Ladennetzwerk gab, sollte es bis Ende Juni vollständig aufgelöst werden. Fast alle der etwa 2500 Angestellten wurden entlassen. Bereits vorher wurde über die Schließung der etwa 130 verbliebenen Läden in Polen berichtet. Später wurde bestätigt, dass die Abwicklung auch alle 197 Orsay-Läden in Deutschland mit etwa 1200 Mitarbeitenden betrifft.
Der Orsay-Onlineshop wurde Ende Juni eingestellt, spätestens zum 30. Juni 2022 schlossen alle Orsay-Filialen. In Osteuropa konnten einige Läden verkauft und so erhalten werden: Etwa 30 in Kroatien und Slowenien sowie etwa 80 in Tschechien und der Slowakei, die wohl von der tschechischen CS Apparel Group weiterbetrieben werden.
Orsay umfasste nach eigenen Angaben vor den Schließungsmaßnahmen weltweit über 720 Geschäfte mit über 5000 Angestellten.
Seit Juli 2022 leitete orsay.com auf die Website des Versandhändlers About You weiter, mit dem Orsay zusammenarbeitete. Gordon Brothers führte die Modemarke mit knapp 100 Beschäftigten in Willstätt weiter, die Artikel wurden über die bisherigen Franchisenehmer, den Großhandel und Onlineshops vertrieben. Mitte Dezember 2022 verkaufte Gordon Brothers die Marke und alle zugehörigen Rechte an einen tschechischen Privatinvestor.

## Produkte und Vertrieb
Die Handelskette vertrieb Damenoberbekleidung und Accessoires wie Schuhe und Schmuck. Das Unternehmen beschrieb seinen Stil als jung und feminin, bei niedrigen Preisen. Die Nichtregierungsorganisation Erklärung von Bern verglich 2010 mittels Umfragen und Internetrecherchen bei 77 Modelabels die Standards der Arbeitsbedingungen in Produktionsländern, Orsay wurde dabei in die zweitschlechteste Kategorie „Nachlässige“ von fünf Kategorien eingestuft. Seit 2011 verzichtete Orsay auf die Sandstrahl-Technik bei der Bekleidungs-Produktion.
Die Produkte wurden mittels einer Multichannel-Strategie vertrieben, sie waren in den Shops des stationären Einzelhandels, im eigenen Online-Shop und auf Online-Marktplätzen verfügbar.
Der Großteil der Orsay-Geschäfte wurde in Eigenregie geführt, es gibt aber auch einige Orsay-Geschäfte, die durch Franchisepartner betrieben werden. Orsay-Läden gab es in Mittel- und Osteuropa sowie in einigen asiatischen Ländern.
Das Distributionszentrum von Orsay befand sich zuletzt in Bielany Wrocławskie.

## Engagement
Ab der Saison 2016/17 sponsorte Orsay die Frauenfußballmannschaft des SC Sand und das Kühnmattstadion.
Die zweisprachige (Deutsch/Französisch) Kindertagesstätte Villa Filou in Willstätt ist 2005 aus einer Elterninitiative von Mitarbeitern der Firma Orsay entstanden und wurde vom Unternehmen unterstützt.